# Промислова автоматика
Промисло́ва автома́тика (англ. Factory control automation) — сукупність технічних засобів вимірювання та автоматизації, призначених для сприйняття, перетворення і використання інформації для контролю, регулювання і керування.
Термін «промислова автоматика» використовується як загальна назва різноманітних механічних, електричних, пневматичних, гідравлічних і електронних пристроїв, що застосовуються для автоматизації технологічних процесів, дискретних, безперервних і гібридних виробництв, верстатів з числовим програмним керуванням, промислових роботів, будівель, транспортних засобів і транспортної інфраструктури, систем логістики.

## Основні завдання промислової автоматики
До основних задач промислової автоматики відносяться забезпечення контролю і регулювання
1) Значень параметрів процесів:
- теплоенергетичних;
- електроенергетичних;
- механічних.

2) Властивостей пари, газів, рідин, твердих та сипких речовин:
- хімічного складу;
- фізичних властивостей.

## Класифікація засобів промислової автоматики

### Класифікація за призначенням
До засобів промислової автоматики відносяться:
- контрольно-вимірювальна апаратура, що встановлена на технологічному обладнанні;
- виконавчі пристрої: двигуни, пневмо- гідроклапани, пневмогідророзподільники, насоси-дозатори, включаючи релейно-контактні пристрої;
- функціональні і логічні електронні засоби: контролери, промислові комп'ютери, панелі оператора;
- вторинні прилади та індикатори, а також програмне забезпечення для контролю і візуалізації технологічних процесів: програмне забезпечення контролерів, SCADA;
- задавачі, вимірювальні перетворювачі та регулятори;
- засоби комунікації: промислові мережі, Wi-Fi, GPRS.

З метою систематизації і раціонального підходу до розроблення і використання технічних засобів промислової автоматики для усього розмаїття процесів і виробництв було створено Державну систему промислових приладів і засобів автоматизації, як сукупність уніфікованих та нормалізованих рядів блоків, приладів і засобів для одержання, опрацювання та використання інформації.

### Класифікація за видом контрольованих параметрів
У залежності від виду і складу вимірюваних та регульованих параметрів засоби промислової автоматики діляться на такі групи:
- теплоенергетичні, що забезпечують контроль температури, тиску або різниці тисків, рівня, витрати об'ємної або масової.
- електроенергетичні, що забезпечують контроль сили струму; напруги; електрорушійної сили; активної, реактивної та повної потужності; частоти; індуктивності; електричної ємності; електричного опору.
- механічні, що забезпечують контроль лінійних і кутових розмірів, переміщень, швидкостей, прискорень і сповільнень; сил та моментів сил; кількісних показників; твердості матеріалів; вібрацій; параметрів звуку; маси.
- хімічні, що забезпечують контроль масового та/або об'ємного вмісту, хімічних властивостей і складу пари, газів, рідин, твердих та сипучих тіл.
- фізичні, що забезпечують контроль вологості; електропровідності; густини; в'язкості динамічної чи кінематичної; прозорості.